# Seductio
La seductio era una pratica degli antichi romani atta a riconoscere le divinità dei popoli conquistati e a introdurne il culto a Roma.
Per i Romani era essenziale, al fine della conquista di una città, riuscire a sedurre le divinità degli avversari.
La riuscita dell'evocatio era considerata necessaria affinché l'Impero Romano uscisse vincitore nelle guerre e nelle battaglie.
Le divinità dei nemici venivano invitate a lasciare il loro tempio e a spostarsi nella città di Roma. Gli dei così sedotti mantenevano tutti i loro privilegi, e non giungevano a Roma come prigionieri. 
Questo spostamento veniva ricambiato con la costruzione di un tempio e con l'organizzazione di uno specifico culto.
Al contrario, le religioni monoteistiche hanno sempre considerato la guerra come un fenomeno di distruzione  totale. 
Nella Bibbia si trovano ripetuti inviti, al popolo d'Israele, a distruggere tutte le divinità del popoli vicini.
Mosè, quando si riferisce ai nemici d'Israele, esige che gli altri popoli siano votati allo stermino, afferma che con essi non vi può essere alcuna alleanza, ordina la demolizione degli altari degli dei e di bruciare i loro idoli.